# Ushuaia

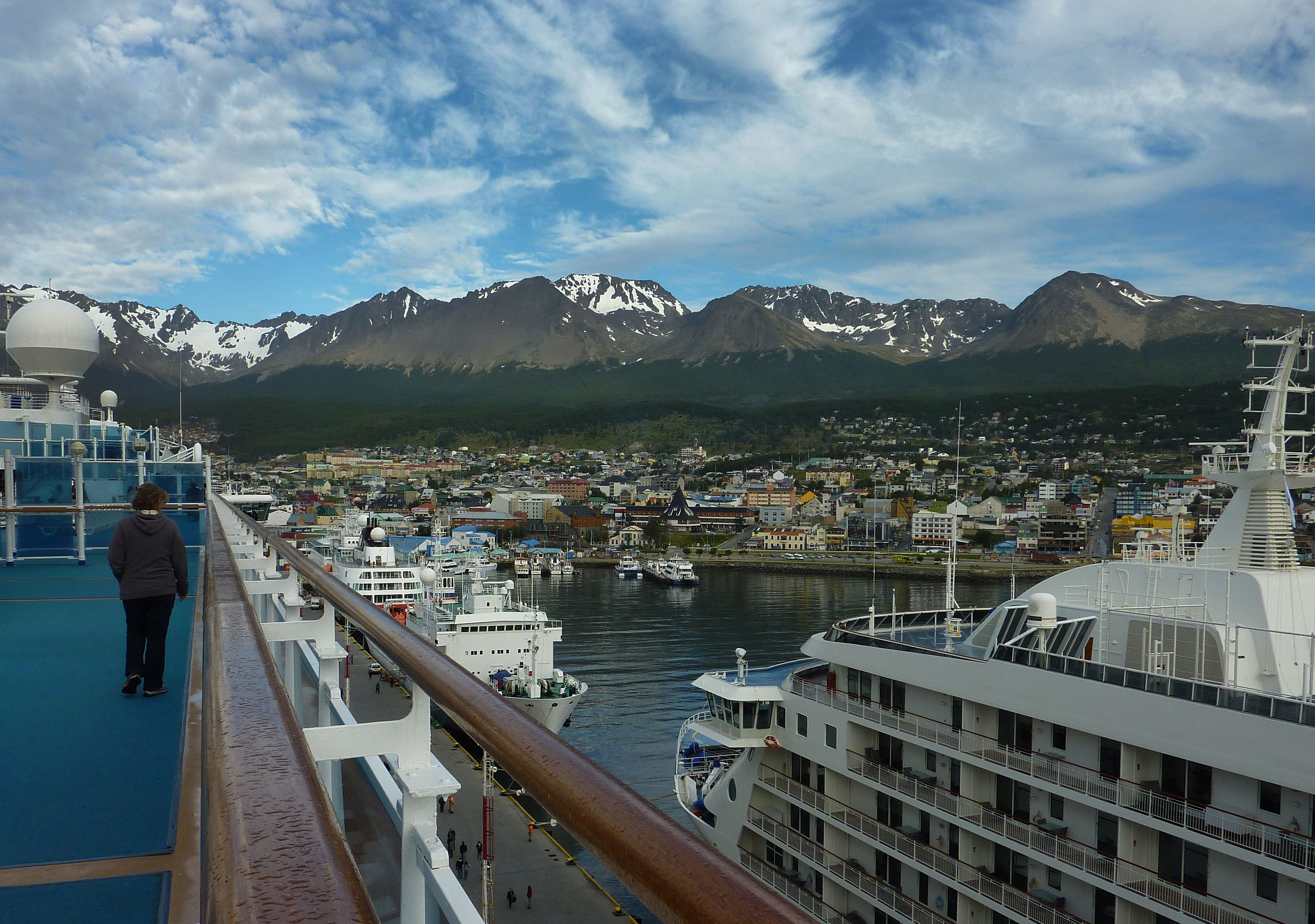
La ciutat des del port.

Ushuaia és la capital de la província de Terra del Foc, Antàrtida i Illes de l'Atlàntic Sud situada a l'Argentina.
Va ser fundada el 12 d'octubre del 1884 per Augusto Lasserre i se situa en les costes del Canal Beagle envoltada per la cadena muntanyenca del Martial, en la badia d'Ushuaia. A més de ser un centre administratiu, és un node industrial, portuari i turístic. La consideració de ciutat més austral del món que sol donar-se a Ushuaia és qüestionada en favor de la localitat xilena de Port Williams, població sobre la qual hi ha dubtes respecte de la seva condició de ciutat (segons Xile, ho és tot municipi amb més de 5000 habitants).

## Toponímia
La paraula Ushuaia prové de l'idioma yagà: ush (al fons, o al ponent) i waia (badia o caleta) i significa "badia que penetra en el ponent o cap a l'oest". El seu gentilici és "ushuaiens".

## Història

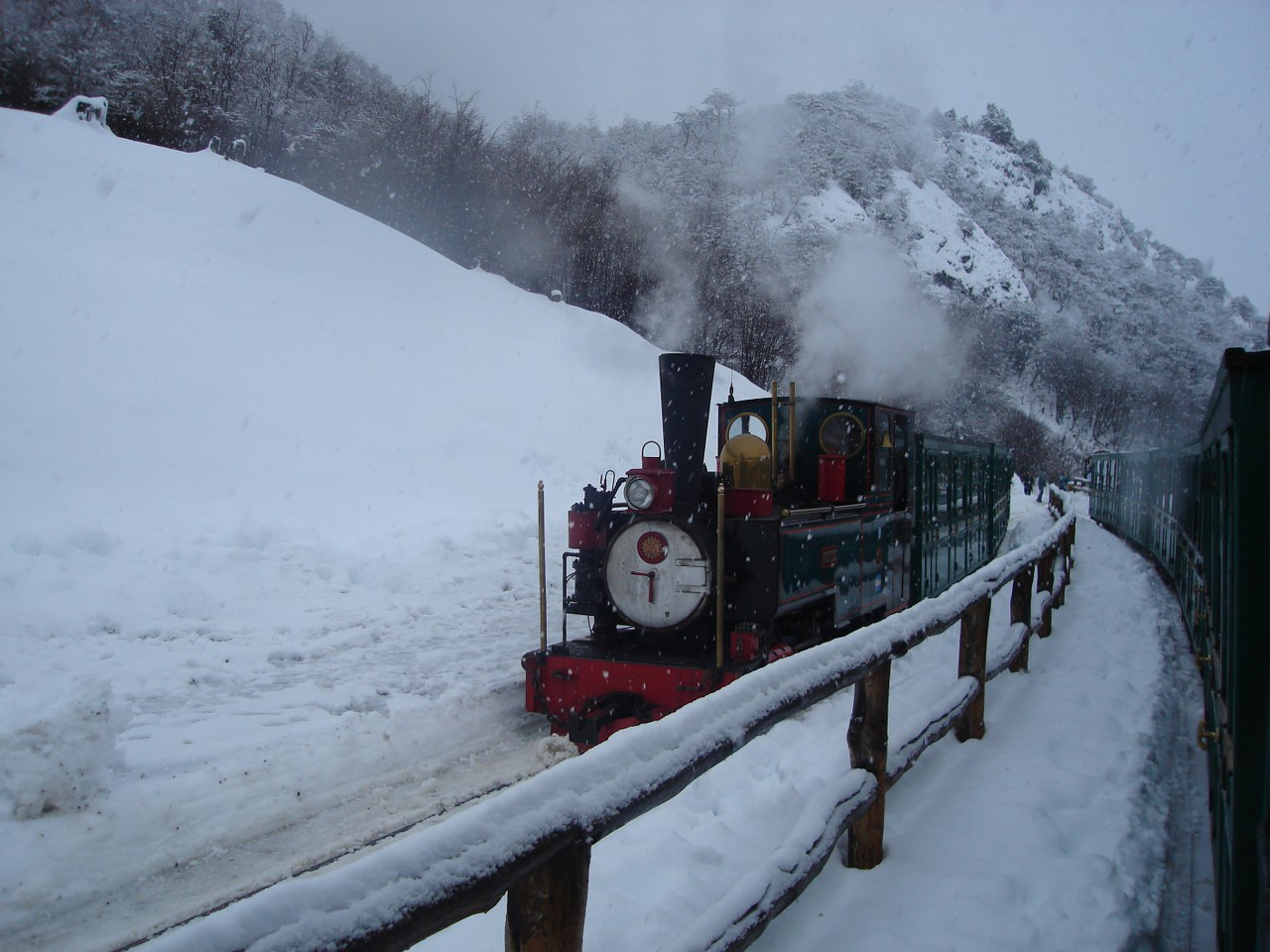
Ferrocarril

Els primers pobladors d'aquestes terres van arribar a peu al que és avui l'illa Gran de Terra del Foc, fa més d'onze mil·lennis. Van ser caçadors i recol·lectors nòmades provinents del Nord, disposats a sobreviure amb els recursos naturals d'un espai que encara es mantenia connectat a la Patagònia continental. D'aquests grups, que estaven emparentats amb els tehuelches del continent van sorgir els pobles selknam i haush.
Des dels arxipèlags occidentals de la Patagònia va arribar altra onada de pobladors, els nòmades del mar, yámanas i kawésqar. Una missió de pastors anglicans dirigida per Thomas Bridges, es va instal·lar en la zona del Canal Beagle, en 1869, formant un primer assentament molt pròxim al que després seria aquesta ciutat.
Ushuaia va ser fundada per Augusto Lasserre el 12 d'octubre de 1884, sobre les costes del canal de Beagle i envoltada pels boscos de la serralada dels Andes anomenats Martial i Olivia i les seves fèrtils valls i belles glaceres. Els habitants de la missió anglicana van reconèixer la sobirania de la República Argentina. A mesura que l'home blanc avançava sobre el territori, la vida dels indígenes sofria greus pertorbacions, des d'Ushuaia i altres punts partien bandes de mercenaris a sou contractats per estancieros, amb l'aquiescència de les autoritats, encarregats d'exterminar a la població aborigen, pel que cap a 1930 havia desaparegut gairebé per complet.
A inicis del segle XX es va construir en els veïnatges del llavors llogaret d'Ushuaia el cèlebre presidi, el qual va estar en servei com presó entre 1902 i 1947. Posteriorment va passar a les mans de l'Armada Argentina i després d'un temps d'abandó, constituïx actualment el Museu Marítim i del Presidi. Entre altres curiositats, aquest presidi comptava amb la línia de ferrocarril més austral del món, que conduïa als penats des del presidi als camps de treball situats al que actualment és el Parc Nacional Terra del Foc. En l'actualitat tal línia fèrria s'ha reactivat amb fins principalment turístics, connectant una terminal situada en l'entrada del parc nacional amb una estació 7 km més endavant.
El 1998 s'hi va signar el Protocol d'Ushuaia.

## Clima
El clima d'Ushuaia és fred, de tundra (no obstant això boscos magallànics voregen la ciutat), amb una temperatura mitjana anual de 5,7 °C i una escassa oscil·lació anual que va d'1,5 al juliol a 9,4 °C al gener.
Són estranyes temperatures de més de 22 °C a l'estiu i de -8 °C a l'hivern. Rècord de temperatura més baixa (-21,1 °C) % [juliol] i rècord de temperatura més alta (29,4 °C) % [desembre]. Rècord de temperatura més baixa a l'estiu -6 °C % [febrer].
Les precipitacions, que a l'hivern solen ser en forma de neu, són de 524 mm anuals i es reparteixen equitativament al llarg de l'any. Malgrat de rebre aquesta quantitat de precipitacions, el clima d'Ushuaia és molt humit. En terme mitjà la ciutat registra 160 dies plujosos a l'any, i hi ha alguns dies nuvolosos i brumosos. Degut al fet que les temperatures són baixes tot l'any existeix poca evaporació. Ha nevat fins i tot a l'estiu.
El clima pertany al subpolar oceànic. Vents molt forts del sector oest assoten la ciutat, i aquesta és la raó per la quin els arbres desprotegits de les tempestats creixen seguint l'adreça del vent i, per tant, són cridats "arbres-bandera" per la inclinació que són forçats a prendre.

## Demografia
És la segona de l'illa Gran de Terra del Foc i l'octava de la Patagònia argentina (considerant a Cipolletti aglomerada a Neuquén i tenint en compte que ja va superar a Viedma en l'últim cens). En una altra posició rellevant, és la tercera capital provincial menys poblada del país, després de Rawson i Viedma.
| Cens                    | habitants |
| ----------------------- | --------- |
| Cens Nacional de 1947   | 2182      |
| Cens Nacional de 1966   | 4470      |
| Cens Nacional de 1970   | 5677      |
| Censo Nacional de 1980  | 11 443    |
| Cens Nacional de 1991   | 29 166    |
| Cens Nacional de 2001   | 45 430    |
| Cens Provincial de 2004 | 53 762    |
| Cens Nacional de 2010   | 56 593    |
| Projecció de 2013       | 60 314    |

## Gastronomia
Ushuaia compta amb una gastronomia típicament austral, on es pot degustar la tradicional centolla fueguina, el lluç negre, l'abadejo i el besuc, mariscs i peixos, com així també el rostit de be patagó a la creu. Tots els anys, durant l'hivern, es realitza el Festival Internacional Gastronòmic «Ushuaia a Fuego Lento», un esdeveniment en el qual s'inclouen circuits gourmets, classes de cuina, degustacions i capacitació per a professionals. Amb plats sobre la base de be, truita, lluç negre, clòtxines, centolla, entre d'altres. No obstant això, cal destacar que la majoria de la població d'Ushuaia no consumeix mariscs. Aquests consumeixen menjars típicament argentins, com pastes, pizzes, empanades, guisats (de fideus, d'arròs, etc.), carns bovines, amanides, menjars ràpids (hamburgueses, milaneses napolitanes), entre altres aliments.

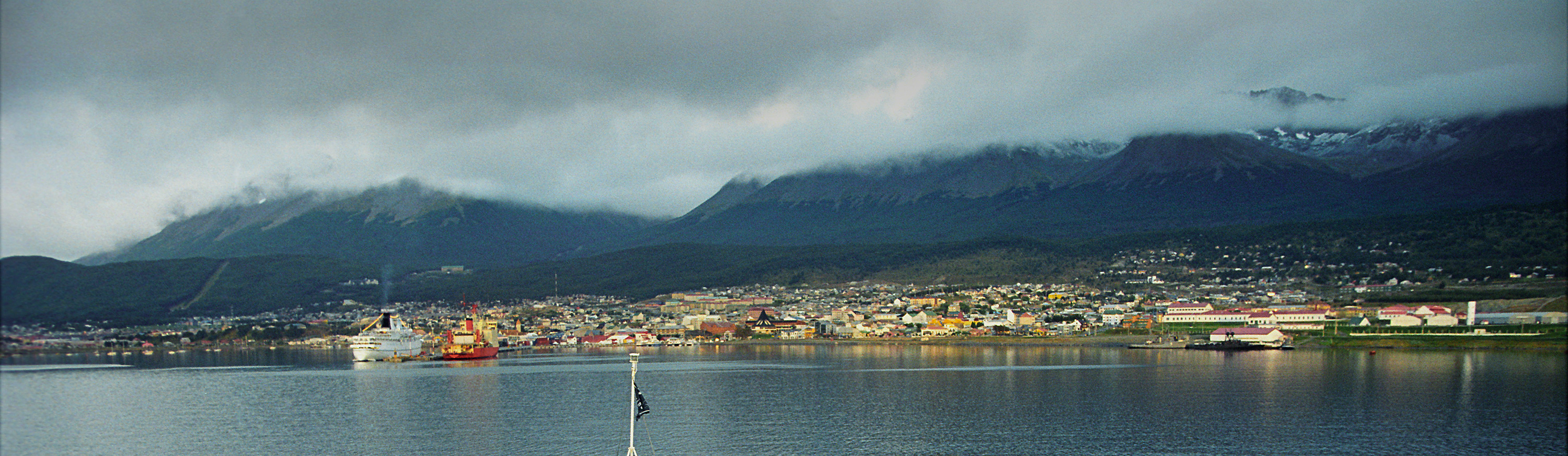
Panorama d'Ushuaia des del mar